# Атчісон (округ, Канзас)
Шаблон:StateAbbr_ 39°32′00″ пн. ш. 95°18′00″ зх. д. / 39.5333° пн. ш. 95.3° зх. д.
Округ Атчісон (англ. Atchison County) — округ (графство) у штаті Канзас, США. Ідентифікатор округу 20005.

## Історія
Округ утворений 1855 року.

## Демографія
За даними перепису 
2000 року 
загальне населення округу становило 16774 осіб, зокрема міського населення було 10449, а сільського — 6325.
Серед мешканців округу чоловіків було 8097, а жінок — 8677. В окрузі було 6275 домогосподарств, 4278 родин, які мешкали в 6818 будинках.
Середній розмір родини становив 3,05.
Віковий розподіл населення поданий у таблиці:
| Стать    | До 15 років | 15-21 | 22-29 | 30-39 | 40-49 | 50-65 | 65-85 | Понад 85 |
| -------- | ----------- | ----- | ----- | ----- | ----- | ----- | ----- | -------- |
| Чоловіки | 1778        | 1159  | 750   | 977   | 1127  | 1223  | 982   | 101      |
| Жінки    | 1778        | 1048  | 704   | 1066  | 1141  | 1300  | 1325  | 315      |

## Суміжні округи
- Доніфан — північ
- Б'юкенан, Міссурі — північний схід
- Лівенворт — південний схід
- Платт, Міссурі — схід
- Джефферсон — південь
- Джексон — захід
- Браун — північний захід

## Виноски
1. ↑  U.S. Decennial Census. United States Census Bureau. Архів оригіналу за 26 квітня 2015. Процитовано 21 липня 2014.
2. ↑  Historical Census Browser. University of Virginia Library. Архів оригіналу за 11 серпня 2012. Процитовано 21 липня 2014.
3. ↑  Population of Counties by Decennial Census: 1900 to 1990. United States Census Bureau. Архів оригіналу за 5 червня 2019. Процитовано 21 липня 2014.
4. ↑  Census 2000 PHC-T-4. Ranking Tables for Counties: 1990 and 2000 (PDF). United States Census Bureau. Архів оригіналу (PDF) за 18 грудня 2014. Процитовано 21 липня 2014.
5. ↑  State & County QuickFacts. United States Census Bureau. Архів оригіналу за 10 грудня 2015. Процитовано 21 липня 2014. [Архівовано 2011-08-06 у Wayback Machine.](англ.) Наведено за англійською вікіпедією.
6. ↑  American FactFinder. Бюро перепису населення США. Архів оригіналу за 26 лютого 2012. Процитовано 31 січня 2008. [Архівовано 2008-05-21 у Wayback Machine.]

| США | Це незавершена стаття з географії США. Ви можете допомогти проєкту, виправивши або дописавши її. |